# Stadsbuitengracht

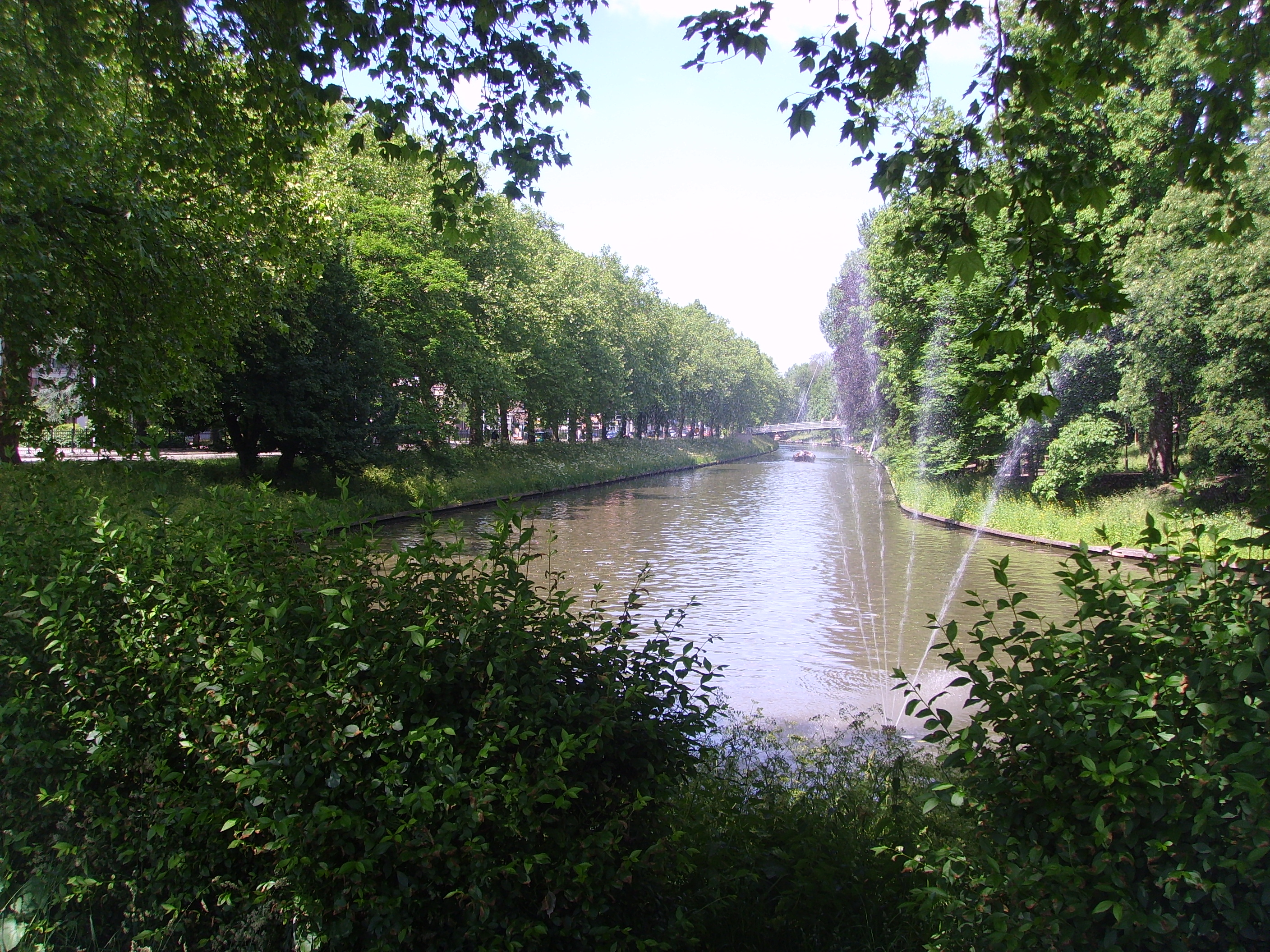
Stadsbuitengracht (Catharijnesingel) ter hoogte van Sterrenburg. De groenzone wordt gevormd door het singelplantsoen/Zocherpark.

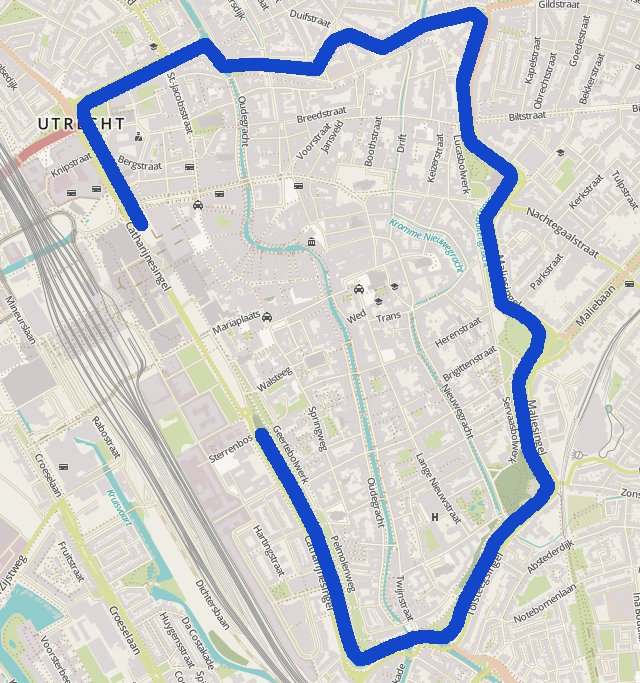
Locatie van de Stadsbuitengracht in Utrecht. Het ontbrekende deel is sinds 2020 weer geheel bevaarbaar. Tussen 1970 en 2020 was dit deel gedempt, aansluitende noordelijke delen zijn tussen 1968 en 2001 ook gedempt geweest

De Stadsbuitengracht is de singel rond de oude binnenstad van de Nederlandse stad Utrecht. De Stadsbuitengracht is aangelegd in de twaalfde eeuw als verdedigingswerk van de stad. De waterwegen Kromme Rijn en Vaartsche Rijn monden uit in het zuidelijke deel van de Stadsbuitengracht, de Utrechtse Vecht begint in het noordelijk deel. Langs de enkele kilometers lange gracht is (grotendeels) het Zocherpark gelegen.
De straten die aan de buitenzijde rond de Stadsbuitengracht lopen heten (vanaf het noorden met de klok mee) de Weerdsingel, Wittevrouwensingel, Maliesingel, Tolsteegsingel, Catharijnesingel en Daalsesingel. Een deel van de gracht is in 1968 gedempt en sinds 2020 weer geheel bevaarbaar.

## Geschiedenis

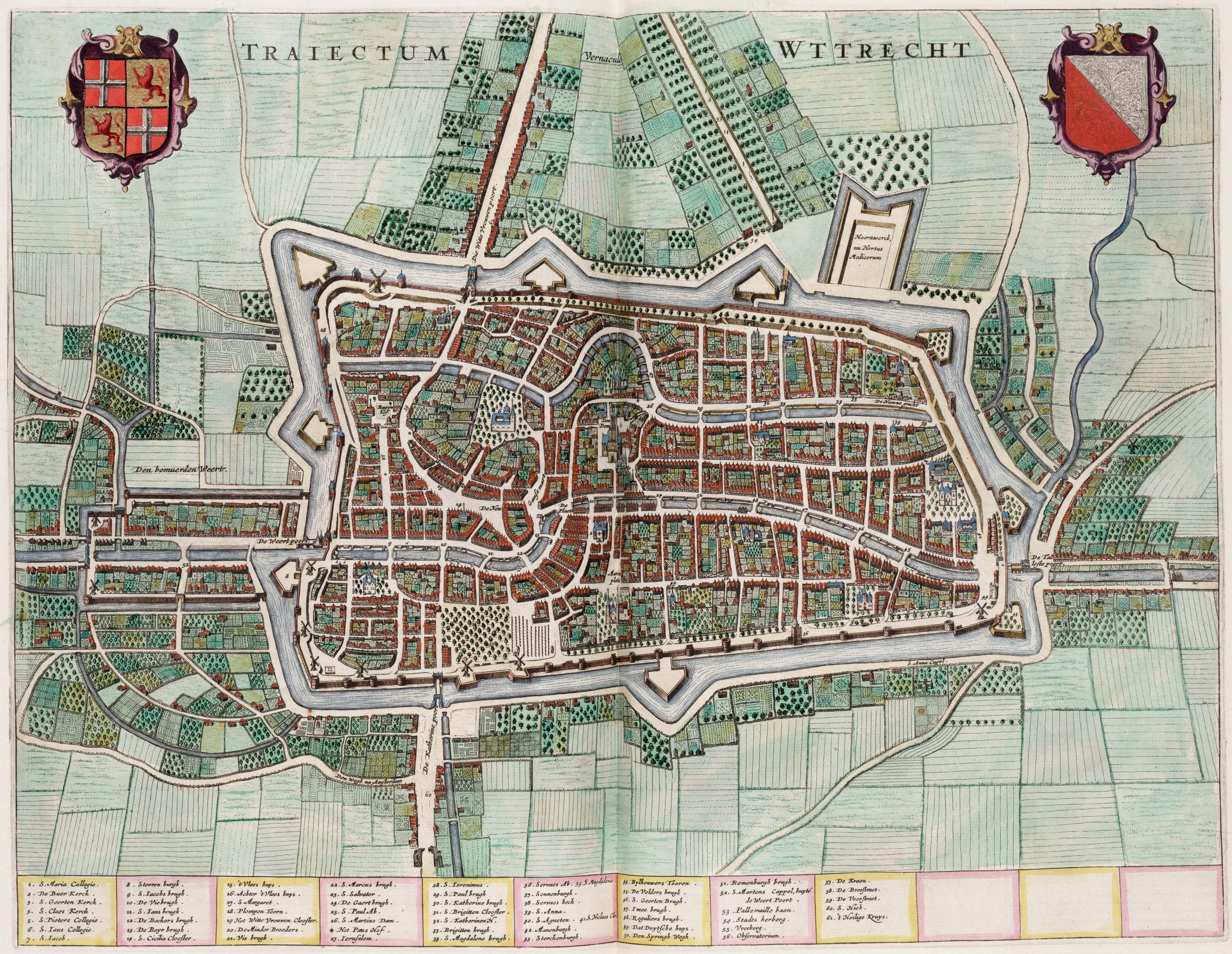
De ligging van de Stadsbuitengracht rondom de stad Utrecht is duidelijk te zien op deze kaart uit 1649.

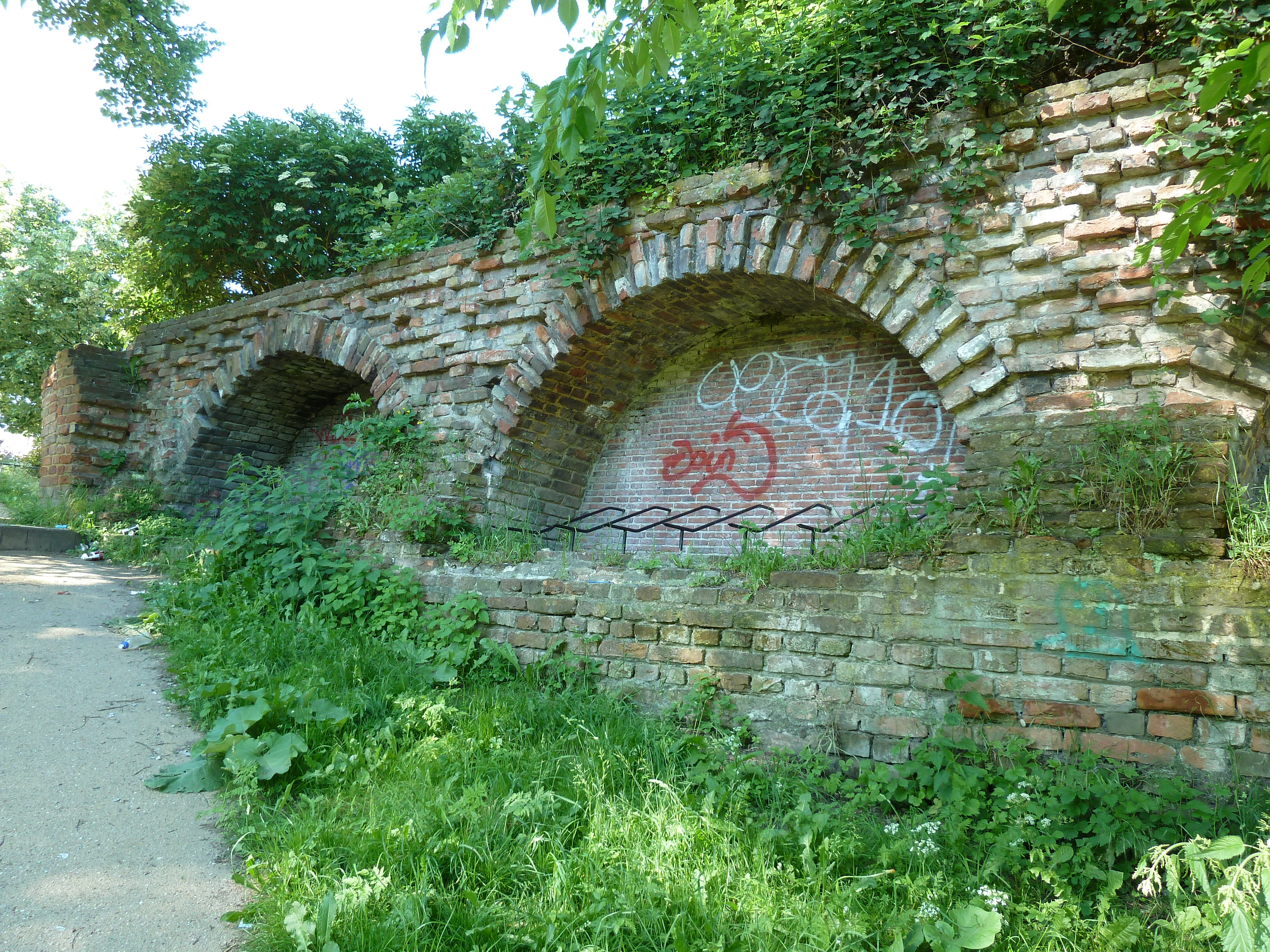
Restant van de stadsmuur ter hoogte van het Lucasbolwerk.

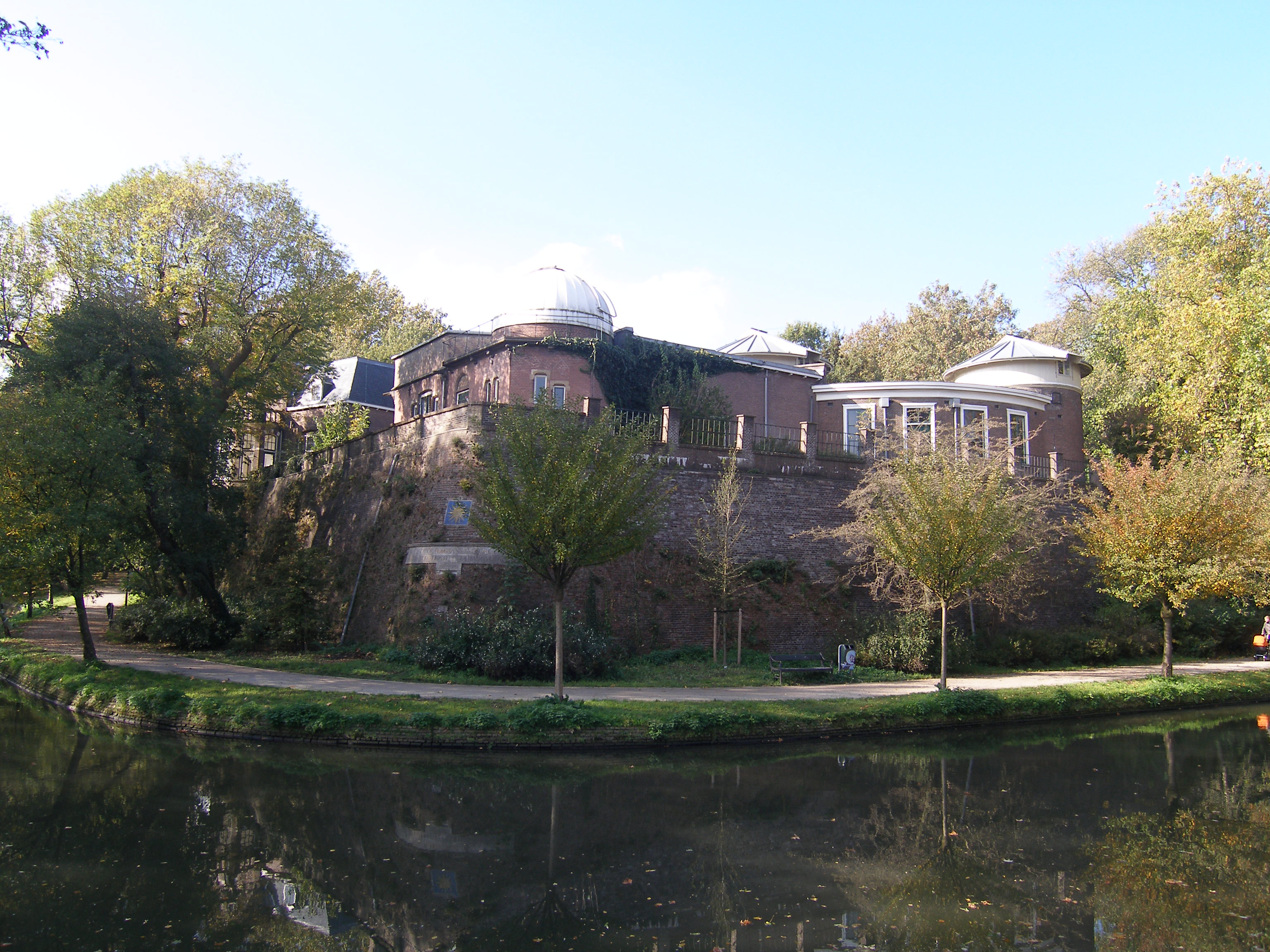
Zuidoostelijk deel van de Stadsbuitengracht met bolwerk Sonnenborgh.

Met de aanleg van de Stadsbuitengracht werd begonnen binnen enkele jaren nadat Utrecht in 1122 van keizer Hendrik V de stadsrechten bevestigd kreeg, waardoor Utrecht het recht kreeg een stadsmuur met een gracht om de stad aan te leggen. De bijna zes kilometer lange Stadsbuitengracht volgde aanvankelijk in het zuidelijk en zuidoostelijk deel van de stad de toenmalige loop van de Rijn. Het deel van de Rijnbocht dat niet werd gebruikt voor de Stadsbuitengracht werd afgedamd. Het doel van de Stadsbuitengracht in de eerste eeuwen was enerzijds om het stadsgebied af te bakenen en anderzijds om in het geval van strijd als onderdeel in de verdediging te fungeren.

### Muur en verdediging
De toegang over land tot de stad zou na de aanleg eeuwenlang via een van de vier met een brug uitgevoerde toegangen via stadspoorten zijn; met de klok mee vanaf het noorden de Weerdpoort, Wittevrouwenpoort, Tolsteegpoorten en Catharijnepoort. In vijandelijke tijd vormde de gracht een verdedigingsgracht tijdens een aanval van buiten. Het verhinderde een vijand onder de stadsmuur te komen waardoor deze gedwongen werd een brug te bouwen of de gracht te dempen.
De stadsmuur was voorzien van meer dan twintig verdedigingstorens, die door de Utrechtse gilden werden bemand. Het ging onder meer om de Torens de Beer (1537, tussen Weerdpoort en Plompetoren langs de Weerdsingel; gesloopt in 1828), de Bok (bijnaam van de Lauwerstoren bij de Weerdpoort aan de Weerdsingel/Oudegracht), de Hond (tussen Plompetoren en Wittevrouwenpoort; gesloopt in 1829 voor de Willemskazerne), de Leeuw (1537, bij de Noorderbrug langs de Weerdsingel, tussen Weerdpoort en Begijnebolwerk; gesloopt in 1828), de Vos (1537, tussen Plompetoren en Wolvenplein; gesloopt in 1843), de Wolf (hoek Wittevrouwensingel), het Paard (op de plaats van de vroegere Brouwerstoren bij de Koningstraat in Wijk C noord), en de oudere torens de Smeetoren, Plompetoren en Bijlhouwerstoren.
Bij een poging van een vijand om de stadsverdediging te doorbreken kon deze vanaf de muur en torens worden bestookt. De vier locaties met de stadspoorten waren daarbij of voorzien van een voor- en hoofdpoort of voorzien van een groot poortcomplex. Alle vier waren tevens uitgevoerd met zware en zeer weerbare poortdeuren en de brugdelen waren ophaalbaar of op andere wijze zodanig beweegbaar dat er geen directe toegang meer was. De gracht werd onderhouden, onder meer werd deze op diepte en breedte gehouden. In de wintertijd werd bij ijsvorming op de Stadsbuitengracht het ijs kapot geslagen om een eventuele vijand te verhinderen de stad zonder veel moeite te naderen.
In de eerste eeuwen na de aanleg werd de Stadsbuitengracht ook voor andere doeleinden gebruikt. Ambachtslieden als bijvoorbeeld vollers en leerlooiers legden hun wol en huiden in de gracht. Daarbij werd de gracht gebruikt voor transporten over water, als loospunt voor de riolen en voor viskwekerijen.
Keizer Karel V liet de verdedigingsgracht op een aantal plaatsen verleggen en versterken. Het belangrijkste bouwwerk bestond uit de bouw van de dwangburcht Vredenburg, die in 1532 werd voltooid. In eerste instantie liet hij vanaf 1536 een aantal rondelen bouwen. Enkele jaren later werden de rondelen naar Italiaans voorbeeld vervangen door bastions. Onder leiding van bouwmeester Willem van Noort werden van 1544 tot 1558 de bastions Morgenster (noordzijde) en Sterrenburg, Manenborgh en Sonnenborgh (zuidzijde) gebouwd. Kort na de aanleg van de bastions brak de Tachtigjarige Oorlog uit, die een verdere versterking van de stad noodzaakte. Daar kwam bij dat het Vredenburg in 1576 door de Utrechtse bevolking was gesloopt. In 1577 werden vijf grote aarden bolwerken bijgebouwd, het Lepelenburg, Wolvenburg, Lucasbolwerk, Mariabolwerk en het Begijnebolwerk. De bouw van de vijf bolwerken was de laatste modernisering van de Utrechtse verdediging tot in de negentiende eeuw de Nieuwe Hollandse Waterlinie met een aantal forten bij de stad werd aangelegd.
Vanaf 1830 werden bolwerken, stadspoorten en stadswal grotendeels afgebroken en legde Jan David Zocher op een groot deel van de voormalige verdedigingswerken het Zocherpark aan, een park dat tot op de dag van vandaag bestaat. Van de oude bastions bestaan het Sonnenborgh nog en delen van Manenborgh en Sterrenburg.

## Gedeeltelijke demping

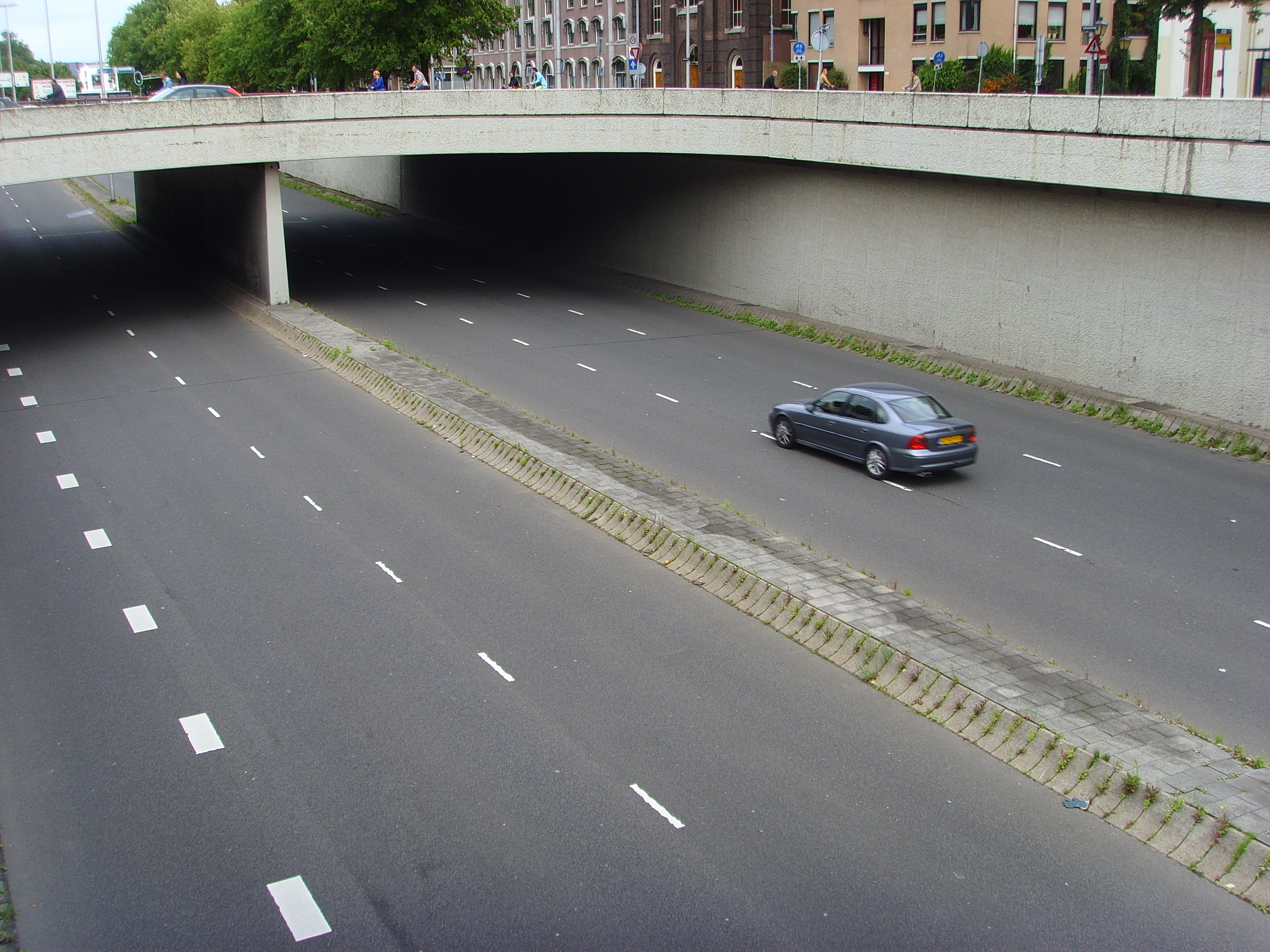
Het voormalige gedempte deel van de Stadsbuitengracht met de Catharijnebaan ter hoogte van het Paardenveld in 2008.

In 1955 gaf de Utrechtse gemeenteraad de Duitse verkeerskundige Max Erich Feuchtinger de opdracht te onderzoeken hoe de binnenstad voor autoverkeer bereikbaar kon blijven . Feuchtinger kwam in 1958 met een plan waarbij de gehele Stadsbuitengracht gedempt zou worden en worden vervangen voor een rondweg met een reeks parkeergarages en rotondes. Door de historische binnenstad werd een oost-west- en noord-zuidverbinding voorzien. Het plan stuitte op veel weerstand bij de Utrechtse bevolking. Vier dagen voor het beslissende debat van de gemeenteraad over het plan, op 17 december 1959, waarschuwde de toenmalige Staatssecretaris van O.K.W., Ynso Scholten, dat de bolwerken en wallen op de voorlopige lijst van Nederlandse monumenten van geschiedenis en kunst stonden en dat wat hem betreft de Stadsbuitengracht daarvan integraal onderdeel uitmaakte. De raad besteedde uiteindelijk twee volle dagen aan het debat, dat eindigde met de stemming over de 'motie Hessing' waarin weliswaar de beginselen van het plan werden aanvaard maar die eiste dat een stedebouwkundige nog eens naar de noodzakelijkheid van de plannen zou kijken, waarbij nadrukkelijk de mogelijkheid om ten minste een deel van de singels te sparen werd opengelaten.
De stedenbouwkundige J.A. Kuiper kwam in eerste instantie met een rapport waarin hij een alternatief plan presenteerde waarin de singels behouden bleven. Het College van B&W stemde hier echter niet mee in; het College bleef erbij dat een deel van de singel gedempt moest worden en wilde de Singel alleen in het zuidoosten, tussen de Bleekstraat en de Maliebaan behouden. In augustus 1962 kwam Kuiper  met een nieuw voorstel, dat was gebaseerd op het plan Feuchtinger en waarin deels werd tegemoetgekomen aan de bezwaren van de gemeenteraad. Hij stelde voor de demping van de singels te beperken tot de westelijke en noordwestelijke delen. In 1965 stelde Kuiper zijn definitieve basisplan voor de binnenstad op. De gedeeltelijke demping van de singels uit zijn eerdere plan nam hij over, evenals de doorbraken door de binnenstad van Feuchtinger. Het plan van Kuiper hing samen met het plan van Bredero voor de bouw van Hoog Catharijne.  Uiteindelijk stond het Rijk in 1968 alleen de gedeeltelijke demping van de singels in het noordwesten toe. Het noorden van de Catharijnesingel werd veranderd in de Catharijnebaan, een verdiepte stadsautoweg. Het westelijke deel van de Weerdsingel werd gebruikt als parkeerterrein. Het water werd geleid via de Spuikoker, een ondergronds kanaal langs de centrumzijde van de Catharijnebaan. Van de verdere plannen voor de binnenstad van Kuiper is nooit iets terechtgekomen. De dichter Jan Engelman zorgde er samen met de eerste vrouwelijke minister van Nederland Marga Klompé voor dat dit werd tegengehouden, door het gebied aan te wijzen als "beschermd stadsgezicht".

### Heropening

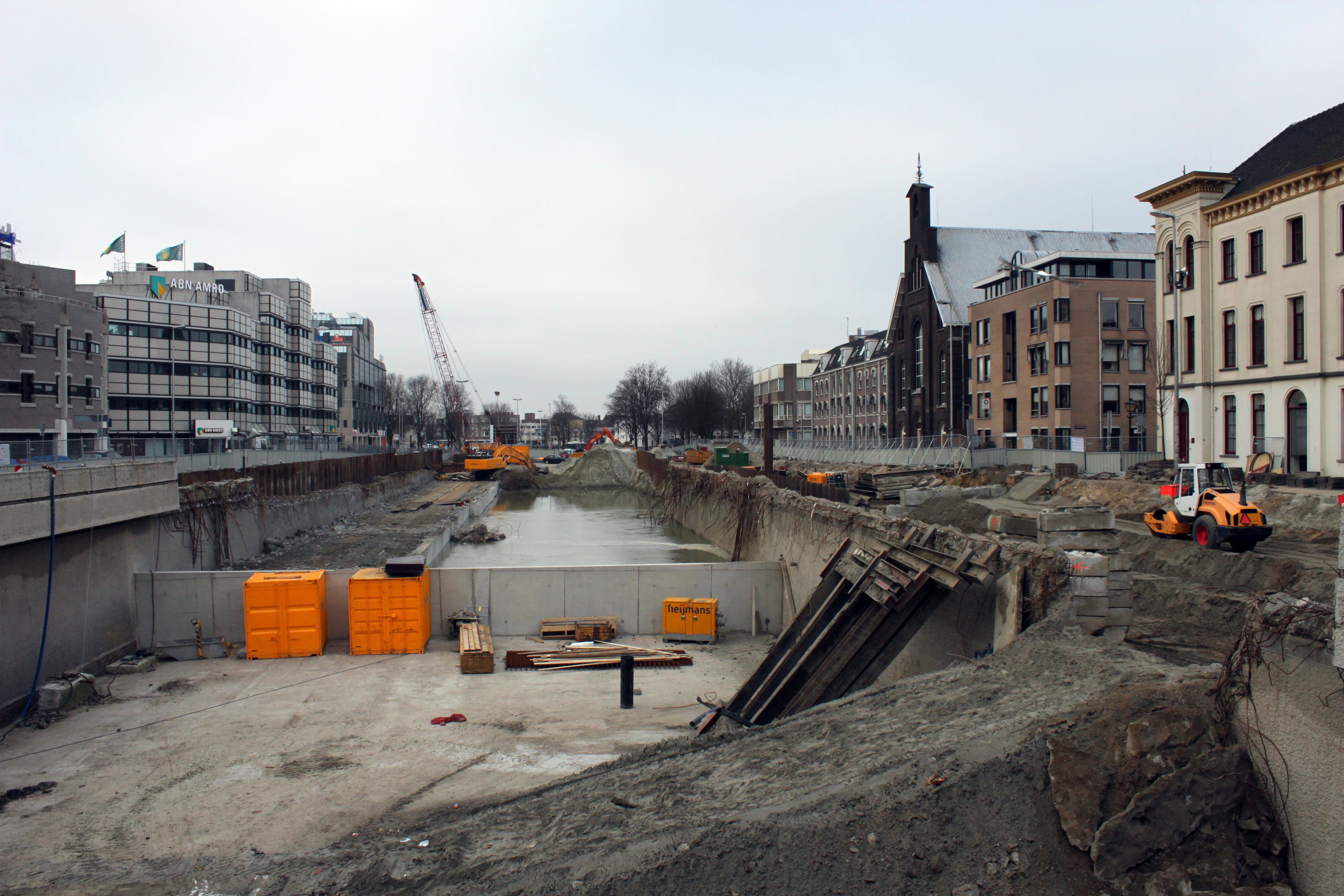
De Daalsesingel (voormalige Catharijnebaan) gezien vanaf de Vredenburgknoop tijdens de reconstructie, foto uit januari 2011

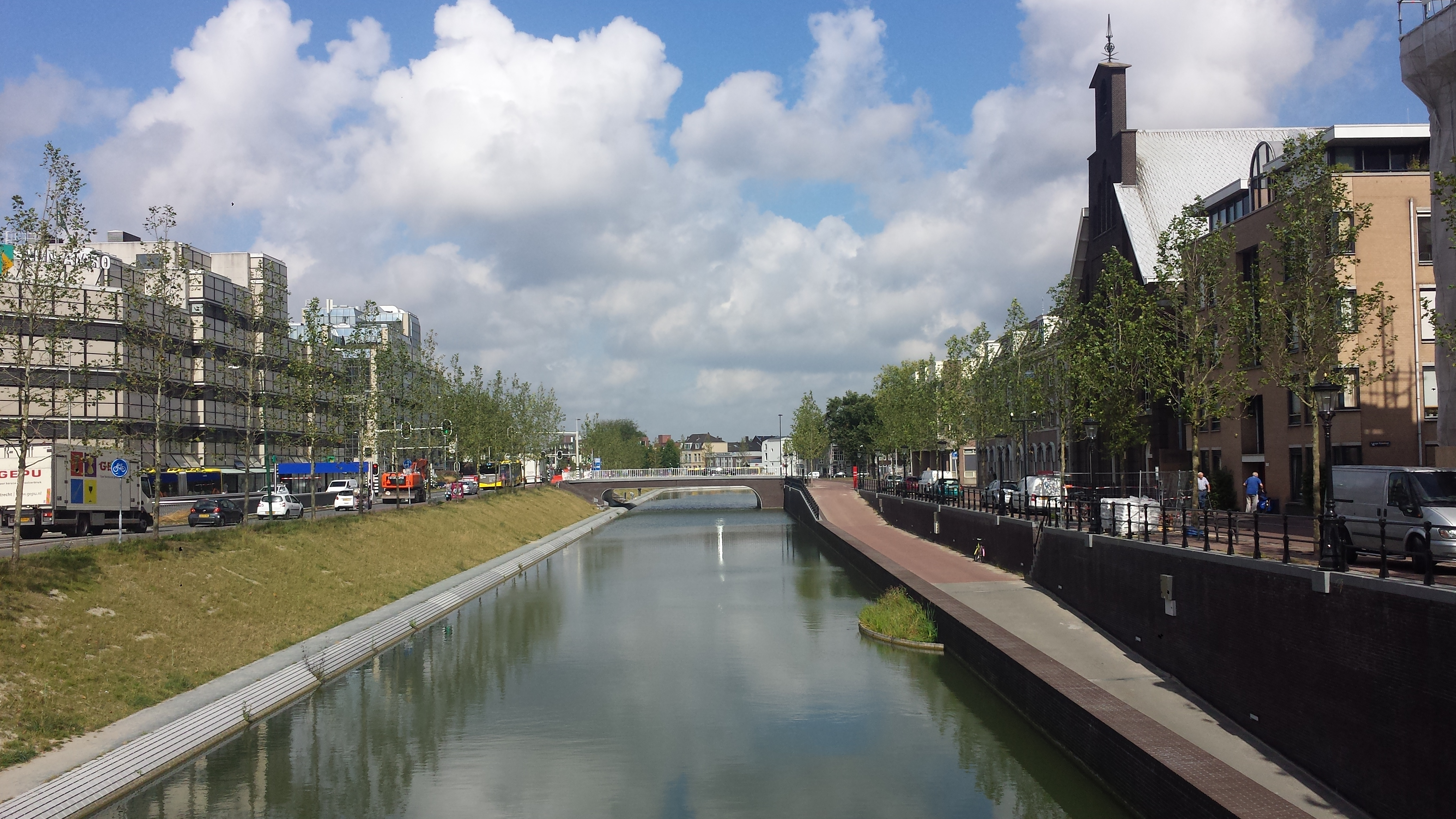
Grofweg dezelfde locatie, maar dan vijf jaar later in 2016

#### Weerdsingel
Rond 2000 begon het herstel van het westelijke deel van de Weerdsingel (de rest van de Weerdsingel was ongedempt). Dit herstelproject was ook om vast ervaring op te doen voor het verdere herstel van Stadsbuitengracht. Op 28 augustus 2001 werd door Anton Geesink en toenmalig wethouder Jan van Zanen (die later burgemeester van Utrecht is geworden) het relatief korte stuk tussen de Weerdsluis en de nieuwe Monicabrug geopend. Een jaar later, in de eerste week van oktober in 2002, keerde het water terug in de rest van de Weerdsingel: tussen de Monicabrug en het Paardenveld. 

#### Daalsesingel
In een referendum in 2002 sprak de Utrechtse bevolking zich uit voor het weer opengraven van het gedempte deel van de Catharijnesingel en van de Daalsesingel. Op 16 december 2015 werd bij het Paardenveld met een symbolische openingsceremonie het laatste stuk zand weggehaald tussen de Weerdsingel en de Daalsesingel (in aanleg), waarmee het water (dus) weer terug kwam in de Daalsesingel, tot aan de Vredenburgknoop. Twee dagen later, op 18 december 2015, werd het vernieuwde Singelgebied aldaar officieel geopend.

#### Catharijnesingel
Op 1 juli 2016 verscheen het water aan TivoliVredenburg (maar het was toen nog niet direct bereikbaar cq. bevaarbaar voor boten). Op 12 september 2020 is de singelstructuur hersteld, doordat het water in de Catharijnesingel volledig is teruggebracht inclusief de gedeelten onder Hoog Catharijne en bij de nieuwe Marga Klompébrug (die vernoemd is naar de minister die de demping van de rest de Stadsbuitengracht had tegengehouden). Ten zuiden van het Grand hotel Karel V (het Duitse Huis) sluit het herstelde stuk aan op het niet gedempte deel van de Catharijnesingel.   Vanwege de Covid-19 crisis bleef het die dag bij een beperkte officiële opening. Het was vanaf die dag al bevaarbaar voor het publiek met kleinere boten. In de weken erna volgden nog afrondende werkzaamheden en vanaf 7 oktober 2020 werd dit deel ook planmatig bevaren door rondvaartboten.

## Bruggen
Over de Stadsbuitengracht bevinden zich diverse bruggen. Een klein aantal brugverbindingen bestond al sinds de middeleeuwen als onderdeel van een stadspoort. Met de afbraak van de oude stadsverdediging rond 1850 verrezen de eerste nieuwe brugverbindingen. Vooral tot omstreeks 1940 zijn er nog een aantal bijgebouwd. Met de gedeeltelijke demping rond 1970 van de Stadsbuitengracht verdwenen in het gedempte gebied de Catharijnebrug, Molenbrug, de Willemsbrug en de Westerbrug. Met het verder ongedaan maken van de demping zijn vanaf 2013 diverse nieuwe bruggen over de teruggebrachte gracht gelegd.
Vanuit het noordwesten bevinden zich anno 2020 met de klok mee de volgende bruggen over de Stadsbuitengracht:
| Naam                             | Afbeelding                                             | Opmerking |
| -------------------------------- | ------------------------------------------------------ | --- |
| Monicabrug                       |                                                        | Vroegste brugverbinding gebouwd omstreeks 1939 met de Westerbrug. De Monicabrug dateert uit omstreeks 2000. |
| Weerdbrug                        |                                                        | Vanuit de middeleeuwen onderdeel van een stadspoort, huidige brug alleen toegankelijk voor voetgangers en fietsers. |
| Van Asch van Wijckbrug           |                                                        | Gebouwd omstreeks 1939. |
| Noorderbrug                      |                                                        | Vroegste versie gebouwd in de 2e helft van de 19e eeuw. |
| Wittevrouwenbrug                 |                                                        | Vanuit de middeleeuwen onderdeel van een stadspoort. |
| Lucasbrug                        |                                                        | Vroegste versie gebouwd omstreeks 1859. |
| Herenbrug                        |                                                        | Vroegste versie gebouwd omstreeks 1873. |
| Maliebrug                        |                                                        | Vroegste versie dateert uit 1637 als verbinding via een stadspoort naar de ontstane Maliebaan. |
| Abstederbrug                     |                                                        | Gebouwd omstreeks 1901. |
| Tolsteegbrug                     |                                                        | Vanuit de middeleeuwen onderdeel van een stadspoort. |
| Sint Martinusbrug                |                                                        | Geopend in 1997, alleen toegankelijk voor voetgangers. |
| Bartholomeï- of Bartholomeusbrug |                                                        | Vroegste versie gebouwd omstreeks 1902. |
| Marga Klompébrug                 | Marge Klompébrug met op de achtergrond Hoog Catharijne | Nieuwe brug over heraangelegd stuk Catharijnesingel in het stationsgebied ter plaatse van de vroegere Willemsbrug, geopend in 2015. Marga Klompé was (deels) verantwoordelijk voor de beperking op de demping van de Stadsbuitengracht. |
| Catharijneknoop                  |                                                        | Ter vervanging van de Radboudtraverse over de gedempte singel is een combinatie van een aantal nieuwe onderdelen van Hoog Catharijne gebouwd: het Entreegebouw aan het Vredenburg, de Stadskamer, die over de singel ligt en het Poortgebouw. Op een aantal plaatsen in de Stadskamer kan men op het water van de Stadsbuitengracht kijken. Ten noorden en zuiden van de Stadskamer is ook een direct op de Stadskamer aansluitende brug over de singel gebouwd. |
| Vredenburgknoop                  |                                                        | Ter plaatse van de Catharijnebrug, die in de Middeleeuwen toegang gaf tot de Catharijnepoort, is in het kader van het herstel van de singelstructuur een bruggenstelsel van vijf bruggen gebouwd, waarvan twee over de Catharijnesingel. Zij zijn geopend in 2015, maar hebben geen naam gekregen. |
| Paardenveldbrug                  |                                                        | Nieuwe brug over heraangelegd stuk Catharijnesingel in het stationsgebied, geopend in 2015. |